# Mindestlohnverordnung
Als Mindestlohnverordnungen werden umgangssprachlich diejenigen deutschen Rechtsverordnungen bezeichnet, durch welche die Tarifverträge, die einen Mindestlohn festlegen, für die gesamte Branche für allgemeinverbindlich erklärt werden.
Zu den Mindestlohnverordnungen zählen:
- Zweite Verordnung über eine Lohnuntergrenze in der Arbeitnehmerüberlassung

sowie Verordnungen für einzelne Branchen. Diese Verordnungen haben alle den gemeinsamen Namensbestandteil Verordnung über zwingende Arbeitsbedingungen, dem ein die Branche bezeichnender Teil angehängt wird. Die Verordnungen werden regelmäßig nach Tarifbeschlüssen neu gefasst, weshalb ab der zweiten Fassung eine Nummerierung vorangestellt wird. Einige der Vorschriften haben außerdem amtliche Kurztitel und Abkürzungen. Derzeit existieren die folgenden Branchenverordnungen:
- ... für die Abfallwirtschaft einschließlich Straßenreinigung und Winterdienst (Abfallarbeitsbedingungenverordnung – AbfallArbbV)[1]
- ... für Aus- und Weiterbildungsdienstleistungen nach dem Zweiten oder Dritten Buch Sozialgesetzbuch[2]
- ... im Baugewerbe (Bauarbeitsbedingungenverordnung – BauArbbV)[3]
- ... für Bergbauspezialarbeiten auf Steinkohlenbergwerken (Bergbauspezialarbeitenarbeitsbedingungenverordnung – BergbauArbbV)[4]
- ... im Dachdeckerhandwerk[5]
- ... in der Fleischwirtschaft[6]
- ... im Friseurhandwerk (Friseurarbeitsbedingungenverordnung – FriseurArbbV)[7]
- ... in der Gebäudereinigung (Gebäudereinigungsarbeitsbedingungenverordnung – GebäudeArbbV)[8]
- ... im Gerüstbauerhandwerk[9]
- ... in der Land- und Forstwirtschaft sowie im Gartenbau (Landwirtschaftsarbeitsbedingungenverordnung – LandwArbbV)[10]
- ... im Maler- und Lackiererhandwerk[11]
- ... für die Pflegebranche (Pflegearbeitsbedingungenverordnung – PflegeArbbV)[12]
- ... im Steinmetz- und Steinbildhauerhandwerk (Steinmetzarbeitsbedingungenverordnung – SteinmetzArbbV)[13]
- ... in der Textil- und Bekleidungsindustrie (Textilarbeitsbedingungenverordnung – TextilArbbV)[14]
- ... für Wäschereidienstleistungen im Objektkundengeschäft[15]